# Bondsverdrag
Het Bondsverdrag (Duits: Bundesvertrag, French: Pacte fédéral) was de juridische basis voor het nieuwe Zwitserse Eedgenootschap van 1815. Het ontstond na de inmenging van de grootmachten die Napoleon hadden verslagen.
Het Bondsverdrag definieerde een statenbond tussen 22 onafhankelijke kantons. Van 1815 tot de federale grondwet van 1848 deed het dienst als de Restauratieve grondwet van Zwitserland. 

## Historische ontwikkeling
Toen de anti-Franse troepen Zwitserland inmarcheerden in 1813, verloor de Mediationsakte betekenis en werd zij ongeldig verklaard door 10 van de 19 kantons, die tegelijkertijd bijeen kwamen in de Eedgenootschapsvergadering in Zürich met als doel een nieuwe "Bondsvereniging" (Bundesverein) te stichten met de Oude Eedgenootschap in gedachten. 9 oude en 5 nieuwe kantons werden vertegenwoordigd. Vanaf februari 1814 werd er onderhandeld over een nieuwe grondwet die de Mediationsakte diende te vervangen. 
Tezelfdertijd was de Reactie in volle gang. De Berner patriciërs pleegden een staatsgreep in het kanton Bern, schaften de soevereiniteit van Vaud en Aargau af en lijfden ze weer bij Bern in. In de kantons Solothurn, Fribourg en Lucerne greep de bourgeoisie in 1814 eveneens de macht. De woudkantons Schwyz, Nidwalden en Uri en ook Zug wilden terug naar de tijd van vóór de Helvetische Republiek en riepen een Tegentagsatzung bijeen. In maart 1814 balanceerde Zwitserland op het randje van een burgeroorlog tussen de reactionaire kantons geleid door Bern tegenover de gematigde kantons onder leiding van Zürich. Met de zogenaamde "Lange Tagsatzung" van 6 april 1814 to 31 augustus 1815 dwongen gezanten van de Europese grootmachten het bestaan van de nieuwe kantons af en dreigden met een "gedwongen bemiddeling" als de Eedgenoten zich niet zouden verzoenen. Onder invloed van Ioannis Kapodistrias, Stratford Canning, Claude Marie Gustave de Damas en August Ernst von Steigentesch ontstond er een nieuwe ontwerpgrondwet. Daarin werd de militaire kracht van het Eedgenootschap versterkt, hetgeen de reactionaire regio's heftig afwezen: slechts 9,5 kantons gingen ermee akkoord en vooral het grote Bern was tegen. Toen er weer een samengang van de reactionaire kantons in een afzonderlijk bondgenootschap (Sonderbund) en dus een burgeroorlog dreigde, overwogen de grootmachten Zwitserland op te delen, hetgeen uiteindelijk resulteerde in een akkoord van de Tagsatzung en tot een nieuw verdrag leidde. Het nieuwe Bondsverdrag werd op 9 september 1814 aangenomen en trad op 7 augustus 1815 in werking.

## Inhoud van het Bondsverdrag

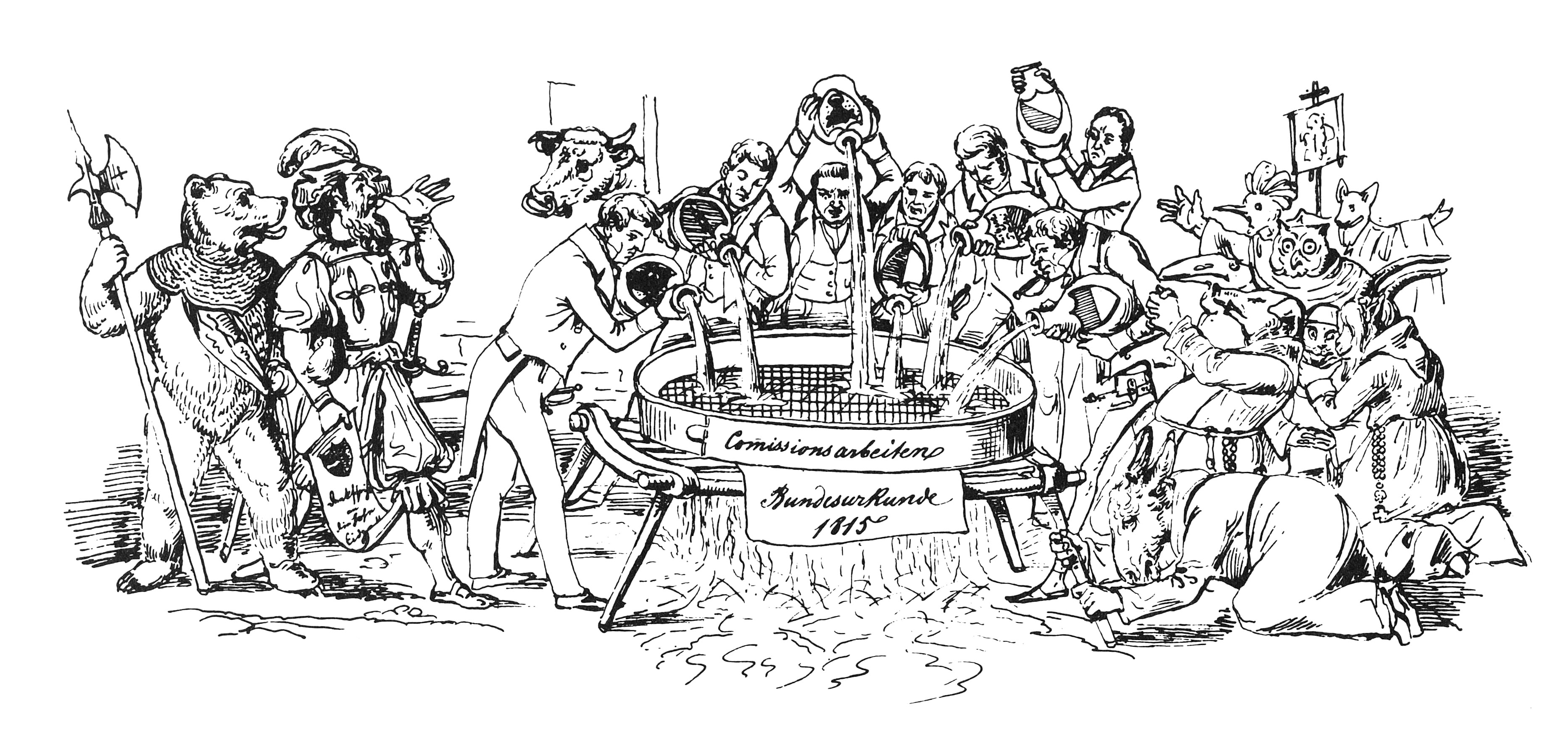
Te veel koks bederven de brij. Spotprent over het ontstaan van het Bondsverdrag door Heinrich von Arx, 1833

Het Bondsverdrag bestond uit 15 artikelen. Het garandeerde de gelijkberechtigde vrijheid van de kantons, burgerrechten werden genoemd in het zogenaamde Untertanenverbot ("onderdanenverbod"). Het bondsgezag, sterk verzwakt in vergelijking met de Mediationsakte, was in handen van de Tagsatzung, die afwisselend bijeenkwam in de vergadersteden Zürich, Bern en Luzern. De enige bevoegdheid van het Eedgenootschap lag in het gemeenschappelijk veiligheidsbeleid, oftewel het leger. Er was ook geen Zwitserse Landammann meer. Territoriale conflicten tussen de kantons dienden beslecht te worden door een arbitragecommissie van het Congres van Wenen. 
Een open en onopgelost vraagstuk bleef de mogelijkheid van een Sonderbund of afzonderlijk bondgenootschap. In 1847 leidde dit tot de Sonderbundsoorlog en in 1848 uiteindelijk tot de vervanging van het Bondsverdrag door de federale grondwet.